# Cukasa Šiotani
Cukasa Šiotani (japonsko 塩谷 司), japonski nogometaš, * 5. december 1988.
Za japonsko reprezentanco je odigral sedem uradnih tekem.